# Cantón de Domèvre-en-Haye
El cantón de Domèvre-en-Haye era una división administrativa francesa, que estaba situada en el departamento de Meurthe y Mosela y la región de Lorena.

## Composición
El cantón estaba formado por veintisiete comunas:
- Andilly
- Ansauville
- Avrainville
- Beaumont
- Bernécourt
- Domèvre-en-Haye
- Francheville
- Gézoncourt
- Griscourt
- Grosrouvres
- Hamonville
- Jaillon
- Liverdun
- Mamey
- Mandres-aux-Quatre-Tours
- Manoncourt-en-Woëvre
- Manonville
- Martincourt
- Minorville
- Noviant-aux-Prés
- Rogéville
- Rosières-en-Haye
- Royaumeix
- Tremblecourt
- Velaine-en-Haye
- Villers-en-Haye
- Villey-Saint-Étienne

## Supresión del cantón de Domèvre-en-Haye
En aplicación del Decreto nº 2014-261 de 26 de febrero de 2014, el cantón de Domèvre-en-Haye fue suprimido el 22 de marzo de 2015 y sus 27 comunas pasaron a formar parte del nuevo cantón de Norte de Toul.